# 불붙는 대륙
불붙는 대륙은 한국에서 제작된 이용호 감독의 1965년 영화이다. 장동휘 등이 주연으로 출연하였고 성동호 등이 제작에 참여하였다.

## 출연

### 주연
- 장동휘
- 김희갑
- 김혜정
- 황해

### 조연
- 김동원
- 이향

## 제작진
- 조명: 최의정
- 미술: 이봉선